# Gultrupial
Gultrupial (Icterus nigrogularis) är en fågel i familjen trupialer inom ordningen tättingar.

## Utseende och läte
Gultrupialen har ett likartat utseende som andra Icterus-trupialer med gult, svart och vitt. Som namnet avslöjar har den förhållandevis mycket gult i fjäderdräkten och därmed mindre svart. Notera särskilt gul rygg och rätt begränsatt svart i en haklapp och i en ögonmask. På vingarna syns ett smalt vitt vingband och vita kanter på vingpennorna. Honan är mattare i färgerna än hanen. 

## Utbredning och systematik
Gultrupialen förekommer i norra Sydamerika. Den delas in i fyra underarter med följande utbredning:
- I. n. nigrogularis – förekommer från kustnära norra Colombia till Venezuela, Guyana och norra Brasilien
- I. n. curasoensis – förekommer i Nederländska Antillerna (Aruba, Curaçao och Bonaire)
- I. n. helioeides – förekommer på Isla Margarita (utanför norra Venezuela)
- I. n. trinitatis – förekommer i nordöstra Venezuela (östra Paria-halvön), på Trinidad och på Monos Island

## Levnadssätt
Gultrupialen är en rätt vanlig och synlig fågel i låglänta områden. Den ses i öppet skogslandskap, ungskog och trädgårdar.

## Status
Arten har ett stort utbredningsområde och beståndet anses stabilt. Internationella naturvårdsunionen IUCN listar den därför som livskraftig (LC).

## Bildgalleri

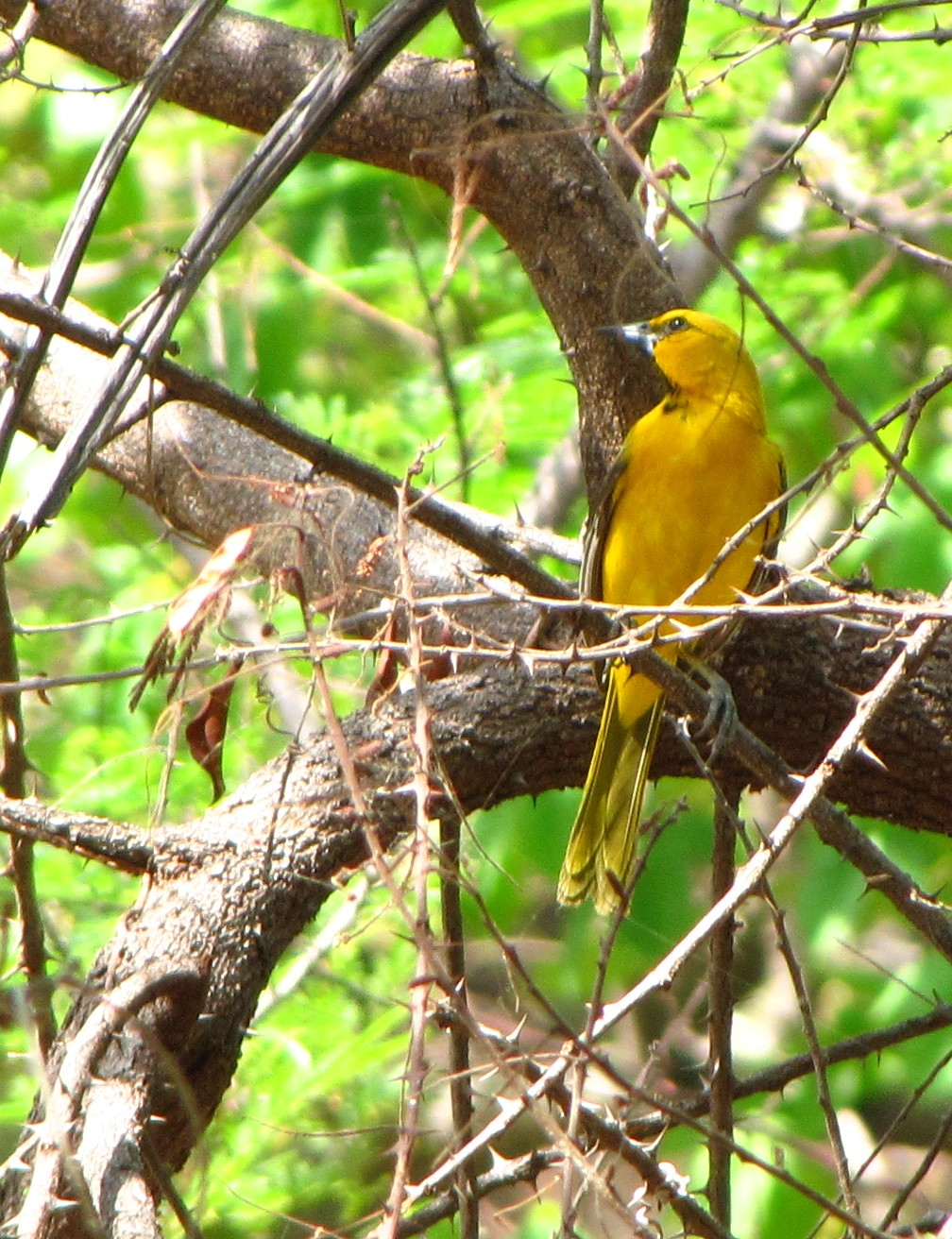
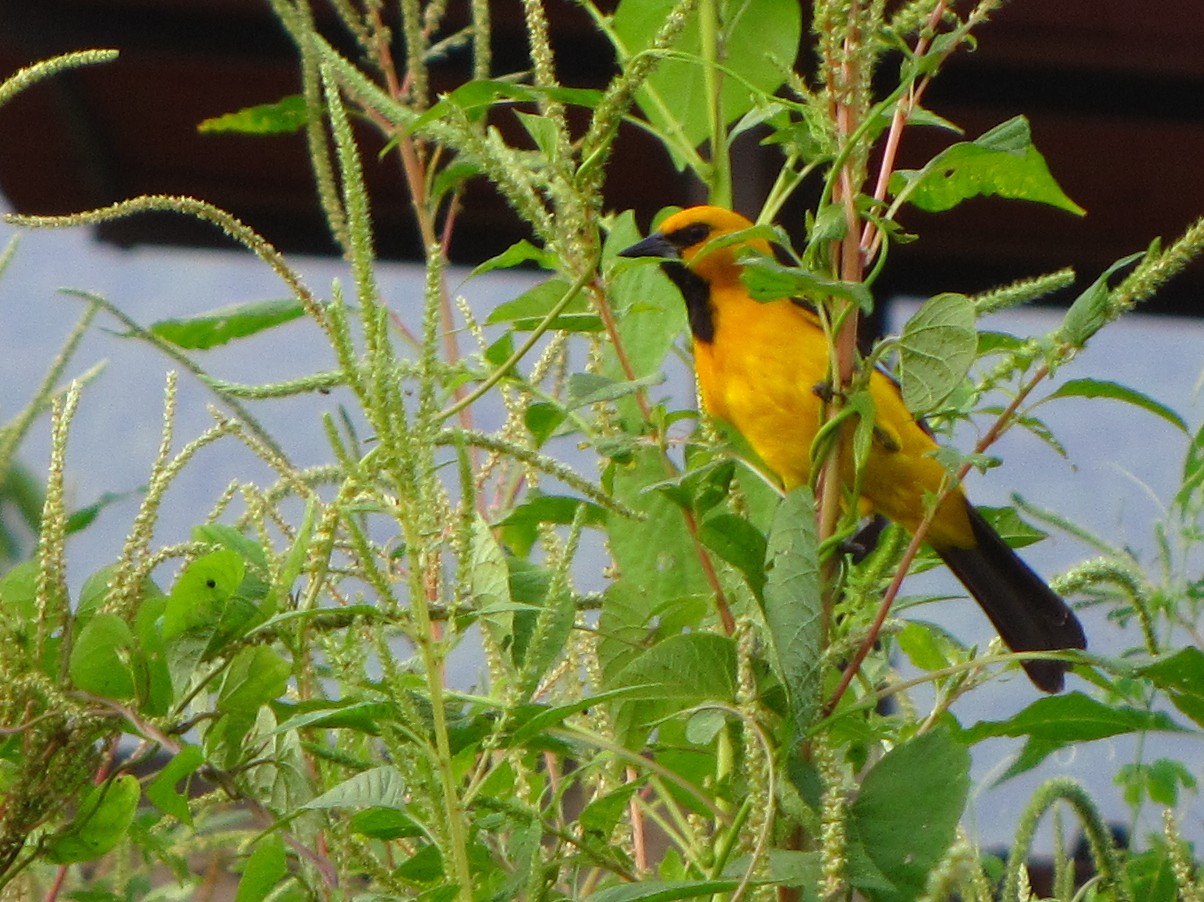
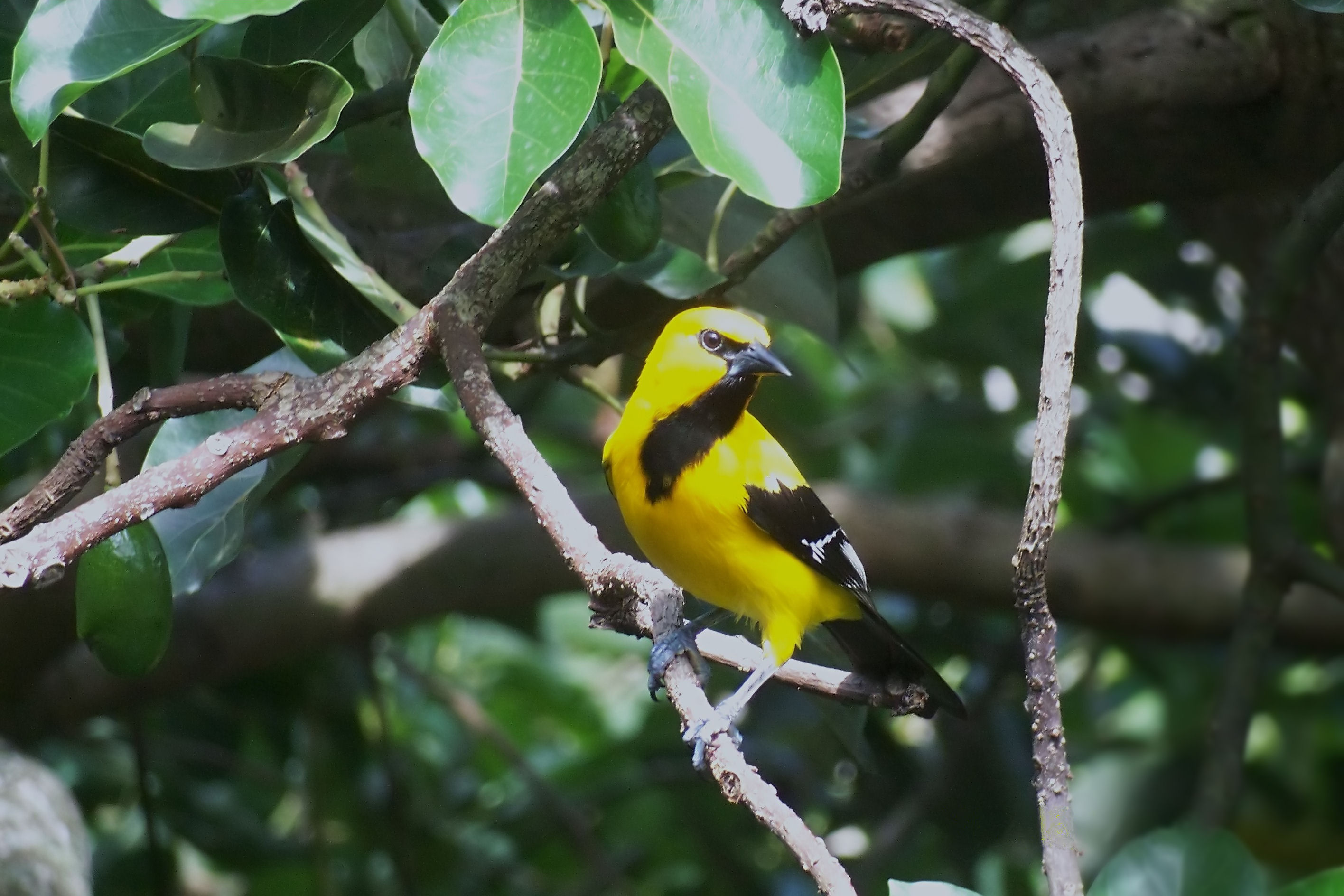